# Salomonia longiciliata
Salomonia longiciliata är en jungfrulinsväxtart som beskrevs av Wilhelm Sulpiz Kurz. Salomonia longiciliata ingår i släktet Salomonia och familjen jungfrulinsväxter. Inga underarter finns listade i Catalogue of Life.